# Чарлз Логг
Чарлз Пол Логг молодший, або Чарлі Логг (англ. Charles Paul "Charlie" Logg, Jr.; нар. 24 лютого 1931) — американський академічний веслувальник. Олімпійський чемпіон (1952).

## Життєпис
Народився 24 лютого 1931 року в місті Принстоні, штат Нью-Джерсі, США. Займатись академічним веслуванням розпочав у 1949 році.
На літніх Олімпійських іграх 1952 року в Гельсінкі (Фінляндія) разом з Томасом Прайсом переміг у змаганнях двійок розпашних без стернового (з результатом 8:20.7).
Після закінчення Олімпійських ігор протягом 6 років служив в армії США. У 1955 році разом з Т. Прайсом переміг на Панамериканських іграх у Мехіко (Мексика).
У 1960-х роках працював у кількох компаніях з виробнийтва гелікоптерів. У 1971 році розпочав власний бізнес у Флориді.